# Пальцино (Богородский район)
Пальцино — деревня в Богородском районе Нижегородской области. Входит в состав Шапкинского сельсовета.
Деревня располагается на левом берегу реки Кудьмы.
| 1999 | 2002 | 2010 |
| ---- | ---- | ---- |
| 32   | ↘27  | ↘25  |